# Intel 8008

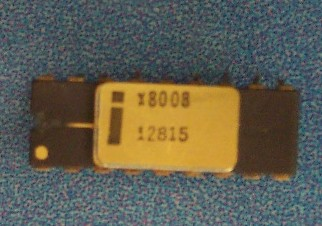
Intel 8008.

O Intel 8008 foi lançado em 1972 e correspondeu ao primeiro microprocessador de 8 bits produzido pela Intel.
Apesar de ter sido lançado depois do microprocessador de 4 bits Intel 4004, o 8008 correspondia a um produto desenvolvido de raiz, sendo portanto muito diferente do irmão 4004. O 8008 era disponibilizado num circuito integrado DIP de 18 pinos e tinha apenas um barramento externo de 8 bits. A multiplexagem de 8 bits de dados e 16 bits de endereço neste barramento permitia aceder até 16 kBytes de memória.
As primeiras versões do 8008 corriam a 500 kHz. Esta velocidade foi depois aumentada até aos 800 kHz.
A evolução da arquitectura do 8008 deu origem aos mais conhecidos e mais bem sucedidos Intel 8080, Intel 8085 e até ao Zilog Z80.
Codificado inicialmente como 1201, foi encomendado a Intel pela Computer Terminal Corporation para usá-lo em seu terminal programável Datapoint 2200, porém devido a Intel terminar o projeto tarde e já que não cumpriu com as expectativas da Computer Terminal Corporation, ele não foi utilizado no Datapoint 2200. Posteriormente a Computer Terminal Corporation e Intel acordaram que o i8008 poderia ser comercializado para outros clientes.
O conjunto de instruções do i8008 e de todos os processadores posteriores da Intel está fortemente ligado nas especificações de desenho da Computer Terminal Corporation.
Mesmo que um pouco mais lento que os microprocessadores Intel 4004 e Intel 4040 de 4 bits enquanto a quantidade de milhões de instruções por segundo executadas, ao fato de que o i8008 processará 8 bits de dados ao tempo e de que poderá muito mais memória fazendo que o i8008 seja na prática umas três ou quatro vezes mais rápido que seus predecessores de 4 bits.
O i8008 era um desenho aceitável para utilizá-lo como o controlador de um terminal, porém não para outras tarefas, por isso que poucos computadores se basearam nele. A maioria dos computadores daquela época empregaram o melhorado Intel 8080.

## Desenvolvedores
- CTC (Conjunto de instruções e arquitetura): Victor Poor e Harry Pyle.
- Intel (Implementação em silício):
  - Marcian "Ted" Hoff, Stan Mazor e Larry Potter (IBM) propuseram uma implementação de um chip da arquitetura CTC, usando memória RAM de registro em lugar de memória de deslocamento de registro, e também  inseriu  algumas instruções  e o  mecanismo de interrupções.
  - Federico Faggin se promoveu na liderança do projeto desde janeiro de 1971, depois que fora suspendido -sem progresso- por cerca de 7 meses, até a sua conclusão em abril de 1972
  - Hal Feeney, engenheiro de projeto que fez o detalhe do desenho lógico, desenho de circuito, e a distribuição física sob a superfisão de Faggin, empregando a mesma metodologia de desenho com que Faggin desenvolveu originalmente o microprocessador Intel 4004 e utilizando os circuitos do 4004.